# 1404 Ajax
1404 Ajax este o planetă minoră (asteroid), cu un diametru de 83,99 km, din Asteroid troian al lui Jupiter. A fost descoperită pe 17 august 1936 la Observatorul Königstuhl de Karl Wilhelm Reinmuth și a fost numită după Aiax din Salamina. 
Obiectul prezintă o orbită caracterizată de o semiaxă mare de 5,2990279 UAi, o excentricitate de 0,113524, o înclinație de 18,01402 ° în raport cu ecliptica.